# Cecilia di Comminges
Cecilia di Comminges, Cecilia anche, in spagnolo e in asturiano, Cecília in galiziano, in portoghese, in catalano, in aragonese e in basco, Cécile in francese, Caecilia in latino (1320 circa – 1384), è stata una nobildonna francese, contessa consorte di Urgel (1336 - 1347) e viscontessa di Turenna dalla morte del padre (1336) al 1350 e contessa reggente di Urgell, dal 1347 al 1357.

## Origine
Secondo il testamento del padre, Cecilia era figlia primogenita del conte di Comminges e visconte di Turenna, Bernardo VIII († 1336) e della sua terza moglie, Mathe de l'Isle-Jourdain († 1352), figlia di Bernardo Giordano III (†  nel 1340 circa), signore de l'Isle-Jourdain e della moglie, Margherita di Foix.

Bernardo VIII di Comminges, secondo la Histoire généalogique de la maison d'Auvergne justifiée par chartes, titres, histoires anciennes & autres preuves authentiques. Tome 2 era figlio del conte di Comminges, Bernardo VII.

## Biografia
Cecilia, ancora bambina venne designata erede della viscontea di Turenna, che il padre aveva ricevuto dalla sua seconda moglie, Margherita di Turenna, che non gli aveva dato figli.
Nel 1336, Cecilia, come ci viene confermato dal testamento del padre, sposò il conte di Urgel, Giacomo I, che, secondo il capitolo XXXVIII della Cronaca piniatense, era il figlio maschio terzogenito del re d'Aragona, di Valencia e di Sardegna, conte di Barcellona, di Urgell, di Empúries e delle altre contee catalane, Alfonso il Benigno e della sua prima moglie, la baronessa di Entenza (la baronia di Entenza comprendeva una parte di territorio situato tra l'Aragona ed il Sobrarbe) e signora d'Alcolea e di Chiva, baronessa di Antillón, contessa di Urgel e viscontessa di Àger, Teresa di Entenza (ca. 1300 - Saragozza 1327), che era figlia di Gombaldo di Entenza, barone di Entenza e signore d'Alcolea e di Chiva e dell'erede della contea di Urgell, la baronessa di Antillón, Constanza di Antillón.
Alla morte del padre, sempre nel 1336, Cecilia ereditò la viscontea di Turenna, mentre la contea di Comminges andò al fratello Giovanni, nato in quello stesso anno, che morì nel 1339; Cecilia divenne anche contessa di Commenge e, nel 1340, assieme al marito Giacomo I, rese omaggio al re di Francia, Filippo VI di Valois, per la contea di Comminges  e la viscontea di Turenna, come ci viene confermato dalla Histoire généalogique de la maison d'Auvergne, justifiée par chartes, titres et histoires anciennes et autres preuves authentiques, par Christofle Justel.
pur essendo Cecilia la contessa titolare, si trovò in concorrenza con lo zio, Pietro Raimondo, fratello del padre, che riteneva che la contea dovesse essere ereditata solo dai discendenti maschi. La contesa avrebbe potuto sfociare in guerra civile, sventata dal mancato appoggio alla cognata e al fratello da parte di Pietro, che asceso al trono della Corona d'Aragona, come Pietro IV, e per l'intervento del cardinale Giovanni Raimondo, arcivescovo di Tolosa, che, per impedire che la contea passasse sotto controllo della contea di Urgell e quindi della corona d'Aragona, suggerì il matrimonio di Giovanna, sorella minore di Cecilia, col figlio di Pietro Raimondo, anche lui di nome Pietro Raimondo.

Dopo la ratifica del compromesso la guerra civile nel Comminges terminò e, nel 1350, la contessa Giovanna di Cominges, sposò il cugino primo Pietro Raimondo, che assunse il titolo di Pietro Raimondo II di Comminges, come viene confermato dal testamento di Mathe de l'Isle-Jourdain, in cui cita Giovanna come contessa di Comminges.
Nel 1347, Cecilia era rimasta vedova; Giacomo I, si era recato a Barcellona per la celebrazione del secondo matrimonio di suo fratello, il re Pietro IV.
Giacomo poco dopo (circa tre mesi), morì improvvisamente e si rumoreggiò che Giacomo fosse stato avvelenato, anzi correva una voce popolare che indicava, come mandante il fratello Pietro IV.

come da volontà testamentaria del marito, divenne reggente della contea di Urgell per conto del figlio, Pietro, di circa sette anni.
Nel 1350, come conferma la Histoire généalogique de la maison d'Auvergne, justifiée par chartes, titres et histoires anciennes et autres preuves authentiques, par Christofle Justel, cedette la viscontea di Turenna a Guglielmo Ruggero, Conte di Beaufort, per poter ripianare i debiti del marito per finanziare l'Unione Aragonese e per poter costruire alcuni fabbricati, tra cui la chiesa di Santa Maria di Balaguer e il Monastero di Santa Chiara di Almatà; la vendita viene confermata anche dalle Europäische Stammtafeln libro III, 766 (non consultate), che riportano al cifra di 145,000 fiorini d'oro.
Dopo che il figlio raggiunse la maggior età, Cecilia si ritirò a vita privata e morì, nel 1384, e, secondo Los cinco libros postreros de la primera parte de los Anales de la Corona de Aragón, v.2, cecilia fu tumulato a Balaguer (la iglesia de nuestra Señora de Almata de la ciudad de Balaguer).
Si disse che, dopo essere rimasta vedova, fu l'amante di papa Clemente VI.

## Discendenza
Cecilia al marito Giacomo I di Urgell diede due figli:
- Pietro (1340-1408), che nel 1347, succedette al padre come conte di Urgell, come espressamente indicato nel testamento del padre[13];
- Isabella, che, come confermano le Europäische Stammtafeln libro III, 131B (non consultate) sposò Ugo Folco di Cardona (1330-1400)

### Fonti primarie
- (LA)  (FR)  Histoire généalogique de la maison d'Auvergne, justifiée par chartes, titres et histoires anciennes et autres preuves authentiques, par Christofle Justel.
- (LA)  (FR)  Histoire généalogique de la maison d'Auvergne justifiée par chartes, titres, histoires anciennes & autres preuves authentiques. Tome 2.
- (ES)  #ES CARTULARIO SAN JUAN DE LA PENA.

### Letteratura storiografica
- Rafael Altamira, La Spagna (1031-1248), in «Storia del mondo medievale», vol. V, 1999, pp. 865–896
- (ES)  Historia de los condes de Urgel, Tomo I.
- (ES)  Historia de los condes de Urgel, Tomo II.
- (CA)  #ES cartulari Xestalgar Archiviato il 2 dicembre 2020 in Internet Archive..
- (ES)  Los cinco libros postreros de la primera parte de los Anales de la Corona de Aragón, v.2.